# Philipp Losch

Philipp Losch am Arbeitsplatz in der Musikabteilung der Königlichen Bibliothek im Jahr 1907

Philipp Losch (* 6. November 1869 in Kassel; † 25. November 1953 in Falkenberg bei Wabern) war ein deutscher Historiker, Journalist und Bibliothekar.

## Leben
Loschs Vater war der Brauereibesitzer Johann Losch, seine Mutter Sophie Schmidt. Nach dem Besuch des Friedrichsgymnasiums in Kassel studierte er Geschichte und deutsche Philologie u. a. an den Universitäten München, Berlin und Marburg. 1895 wurde er in Marburg promoviert. Danach arbeitete er an den Universitätsbibliotheken Greifswald, Göttingen, Marburg und Halle. 1906 kam er an die Königliche Bibliothek in Berlin, wo er anfangs in der Musikabteilung unter Wilhelm Altmann tätig war. Im Jahr 1914 wurde er zum Professor ernannt und ab 1915 ging er als Referent für deutsche Geschichte an den Realkatalog der Berliner Staatsbibliothek. Die Ernennung zum Oberbibliothekar erfolgte im Jahr 1919.
Losch befasste sich vor allem mit der hessischen Landesgeschichte zwischen 1750 und 1870. Er verfasste 1933 die Abhandlung Der Soldatenhandel, 1937 erschien das Buch Der letzte deutsche Kurfürst Friedrich Wilhelm I. von Hessen.
Losch war Autor von mehr als 600 historischen Aufsätzen und veröffentlichte zahlreiche historische Bücher.

## Werke (Auswahl)
- Johann Rhenanius, ein Casseler Poet des 17. Jahrhunderts. Marburg i. H.: Druck d. Univ.-Buchdr. v. E. A. Huth in Göttingen 1895 (zugleich: Marburg, Phil. Fak., Inaug.-Diss. v. [17. Juli] 1894) (online).
- Die kurhessischen Regimenter. Ein Abriß ihrer Geschichte, Melsungen: Hopf 1900.
- Zwei Kasseler Chroniken des 18. Jahrhunderts. Ein Beitrag zur Orts- und Familiengeschichte, Kassel: Vietor 1904.
- Der erste lippische Erbfolgekrieg, Melsungen: Hopf 1905 (online).
- Heinrich von Schönfeldt. Ein Beitrag zur Berichtigung der Matrikel des Schwarzen Adlerordens, Berlin 1908. (online)[4]
- Die Abgeordneten der Kurhessischen Ständeversammlung 1830 bis 1866, Marburg: Elwert 1909 (online).
- Schönfeld. Bilder aus der Geschichte eines hessischen Schlößchens und seiner Besitzer, Leipzig: Klinkhardt & Biermann 1913.
- Geschichte des Kurfürstentums Hessen 1803–1866, Marburg: Elwert 1922 (online).
- Kurfürst Wilhelm I., Landgraf von Hessen. Ein Fürstenbild aus der Zopfzeit, Marburg: Elwert 1923.
- Zur Geschichte des kurhessischen Staatsschatzes, Kassel: Hessischer Volksbund 1923.
- Aus dem Leben des Landgrafen Friedrich von Hessen auf Rumpenheim, Marburg: Elwert 1924.
- Der Soldatenhandel, Kassel: Bärenreiter 1933, Neudr. Kassel: Hamecher 1974, ISBN 3-920307-19-4.
- Der letzte deutsche Kurfürst Friedrich Wilhelm I. von Hessen, Marburg: Elwert 1937.